# Diocesi di Sata
La diocesi di Sata (in latino: Dioecesis Satensis) è una sede soppressa e sede titolare della Chiesa cattolica.

## Storia
Sata, identificabile con Echeikh-Chata (Schata), è un'antica sede episcopale della provincia romana dell'Augustamnica Prima nella diocesi civile d'Egitto. Faceva parte del patriarcato di Alessandria ed era suffraganea dell'arcidiocesi di Pelusio.
La diocesi è assente nell'Oriens Christianus di Le Quien e nessuno dei suoi vescovi è conosciuto.
Dal 1925 Sata è annoverata tra le sedi vescovili titolari della Chiesa cattolica; la sede è vacante dal 29 luglio 1981. L'unico suo titolare è stato James Edward Walsh, vicario apostolico di Jiangmen in Cina e in seguito superiore generale della Società per le missioni estere degli Stati Uniti d'America.

## Cronotassi dei vescovi titolari
- James Edward Walsh, M.M. † (1º febbraio 1927 - 29 luglio 1981 deceduto)